# Valdez (Venezuela)
Valdez è un comune del Venezuela situato nello Stato di Sucre.
Il capoluogo del comune è la città di Güiria.